# سبأ باهبري
عميد مهندس سبأ عبد الله باهبري (1953 -) هو عسكري متقاعد ومذيع سعودي.

## حياته ونشأته
ولد في مكة عام 1371 هجري الموافق 1953 ميلادي، درس المرحلة الابتدائية والمتوسطة في مدارس أبنـاء الضباط بالرياض, والمرحلة الثانوية في معهد العاصمة النموذجي، ابتعث إلى بريطانيا في عام 1971 ميلادي حيث التحق بعد مرحلة اللغة الإنجليزية بكلية Poole Technical College في مقاطعة دورست حيث حصل الثانوية العامة البريطانية A Level في الرياضيات البحتة، الرياضيات التطبيقية، الفيزياء. ثم أكمل دراساته الجامعية في جامـعة امبري ريدل الأمريكية في ديتونـا بيتش في ولاية فلوريدا الأمريكية. عاد إلى المملكة وعمل في القوات الجوية السعودية ثم في وزارة الدفاع والطيران (وزارة الدفاع حاليا), ثم في قيادة القوات الجوية بالرياض حتى تقاعده برتبة عميد في عام1422 هـ الموافق 2001 ميلادي، يوجد له ثلاثة اولاد وهم، ثامر وطراد ويعرب، حيث طراد تم تعيينة، رئيسا للشؤون الخاصة  لولي العهد سمو الأمير محمد بن سلمان بن عبد العزيز ال سعود، في يوم 8 من شهر مايو 2020.
متخرج من جامعة امبري ريدل للطيران الأمريكية في تخصص هندسة تصميم الطائرات, ماجستير العلوم العسكرية من كلية القيادة والأركـان في المملكة العربية السعودية, ماجستير علوم سياسية من جامعة سالفورد البريطانـية. وشخصية إعلامية معروفة منذ الصغر في التلفزيون السعودي حيث بدأ في برنامج الأطفال، إلى أن أصبح قارئ نشرة أخبار رئيسي في التلفزيون السعودي لاكثر من 15 عاماً. كمـا قدم عددا ًمن البرامج من أهمها:
- نادي المشاهدين.
- تحية من أبنائنا في الخارج.

والعديد من البرامج الوثائقية العسكرية بصفته مدير لقسم الإعلام والنشر بوزارة الدفاع والطيران بالمملكة العربية السعودية
كما كانت له إسهامات في الإذاعة السعودية في عدد من البرامج الثقافية والتاريخية والاجتماعية بالمملكة العربية السعودية.
وحين كان عمره 14 عاماً رشحة المخرج التلفزيوني بشير مارديني ليشارك في المسلسل السعودي الشهير « مشقاص خدمات عامه»، وأدى دور « شوقص». 

## مؤلفاته
له عدد من المؤلفات في المجال العسكري وبعض المقالات في الصحف السعودية المدنية والعسكرية، من مؤلفاته:
- الحرب النفسية.
- حرب العراق (الحقائق والأوهام).
- تموز لبنان 2006.
- صفحات من تاريخ الطائرة.

## مناصب
- ضابط صيانة في قاعدة الرياض الجوية.
- ضابط التفتيش النهائي في جناج الإمدادت في قاعدة الرياض الجوية.
- مدرس بكلية الملك فيصل الجوية بالرياض.
- مدير قسم الإعلام والنشر في وزارة الدفاع والطيران.
- مساعد ملحق عسكري في بريطانيا لشؤون التدريب.
- مدير قسم الإعلام والنشر في وزارة الدفاع والطيران ورئيس تحرير مجلة الدفاع العسكرية السعودية.
- ملحق عسكري للمملكة العربية السعودية لدى إيطاليا.
- مدير التفتـيش الإداري في قيادة القوات الجوية الملكية السعودية.